# Georg Buderus I
Georg Friedrich Andreas Buderus (zur Unterscheidung zu seinem gleichnamigen Neffen Georg Buderus II meist mit I geschrieben) (* 9. März 1777 auf der Friedrichshütte; † 26. Februar 1840 in Frankfurt am Main) war ein deutscher Unternehmer (Buderus) und Politiker.

## Familie
Buderus war der Sohn des solms-laubachischen Bergrats Johann Wilhelm Buderus (1740–1806) und dessen Ehefrau Wilhelmine geborene Trieb (1747–1782). Er, der evangelischer Konfession war, heiratete am 19. August 1805 in Frankfurt am Main Catharina Louisa Crespel (* 11. August 1789 in Frankfurt am Main; † 4. Oktober 1852 ebenda), die Tochter des Hofrates Johann Bernhard Crespel und dessen Ehefrau Marie Henriette geborene Schmiedel. Carl Friedrich Buderus von Carlshausen war sein Großcousin.

## Leben
Buderus besuchte das Gymnasium in Idstein und machte eine kaufmännische Ausbildung in Frankfurt am Main. 1807 übernahm er gemeinsam mit seinen Brüdern die väterliche Firma „J.W. Buderus Söhne“ mit dem Sitz Friedrichshütte. Nachdem die Brüder Johann Christian Wilhelm Buderus (1770–1815) und Anton Georg Wilhelm Christian Buderus (1774–1811) früh gestorben waren, wurde er Alleineigentümer des Unternehmens. 1812 pachtete er die Löhnberger Hütte und 1817 die Eisenhütte in Hirzenhain. 1822 kaufte er die Christianshütte bei Schupbach. Durch die schnelle Einführung moderner Techniken entwickelte er die Firma Buderus zum führenden Ofenguss-Unternehmen an der Lahn. Da er ohne männliche Nachkommen starb übernahmen seine Neffen das Unternehmen. Er wurde mit dem Titel eines Großherzoglich-Hessischen Bergrates geehrt.
1818 wurde er aus der Gruppe der Gewerbetreibenden in die Deputiertenkammer der Landstände des Herzogtums Nassau gewählt. Er legte sein Mandat 1818 nieder. Bei einer Nachwahl 1819 wurde Jacob Bertram an seiner Stelle gewählt.